# Bin Ukishima
Bin Ukishima (浮嶋 敏 Ukishima Bin?), född 4 september 1967 i Tokyo prefektur, är en japansk före detta fotbollsspelare och tränare.
Ukishima började sin karriär 1986 i Nissan Motors. Med Nissan Motors vann han japanska ligan 1988/89, 1989/90, japanska ligacupen 1988, 1989 och japanska cupen 1988, 1989. 1991 flyttade han till Fujitsu. Han avslutade karriären 1991.
Ukishima har efter den aktiva karriären verkat som tränare och har tränat J1 League-klubbar, Shonan Bellmare.